# Gary Lineker
Gary Lineker (Leicester, 1960. november 30. –) angol válogatott labdarúgó, aki tíz gólt szerzett két világbajnokságon az angol válogatott számára. A Brit Birodalom Rendjének birtokosa (OBE).

## Pályafutása

### Klubokban
Pályafutását a helyi klubnál, a Leicester City-nél kezdte 1976-ban. Az 1980-as években kezdte a gólgyártást; kétszer végzett a legjobb góllövők között, és az angol válogatottba is meghívást kapott. Az élvonal legjobb góllövője volt az 1984-85-ös szezonban.
1985-ben az Everton játékosa lett. Az 1985-86-os szezonban 52 mérkőzésen 38 gólt szerzett, és ismét ő lett a legjobb góllövő 30 góllal. Az Everton után a Barcelona igazolta le. Első szezonja alatt 21 gólt szerzett a csapatnak 41 mérkőzésen; többek közt egy mesterhármast az ősi rivális Real Madridnak.
Sok csapat érdeklődött iránta, többek közt a Manchester United, de Lineker a vörös ördögök helyett a londoni Tottenham Hotspur-t választotta. Itt három szezont töltött, 105 mérkőzésen 67 gólt szerzett, és egy FA Kupát is nyert a csapattal. Az 1989-90-es szezonban ő lett a legjobb góllövő 24 góllal.
Karrierjét a japán Nagoya Grampus Eight csapatánál fejezte be, ahol 2 szezonban 23 alkalommal lépett pályára, és kilencszer volt eredményes.
1986-ban Az év angol labdarúgója lett, majd 1991-ben Az év labdarúgója szavazáson lett harmadik. Pályafutása alatt egyszer sem állították ki szabálytalanságért. Sosem kapott sem piros, sem sárga lapot.
A foci egy olyan játék, amit huszonketten játszanak 90 percen keresztül, és mindig a németek nyernek.

### Válogatott

#### Válogatott góljai
|    | Dátum       | Stadion                                  | Ellenfél         | Eredmény          | Kiírás                                      | Gól         |
| -- | ----------- | ---------------------------------------- | ---------------- | ----------------- | ------------------------------------------- | ----------- |
| 1  | 1985.03.26. | Empire Stadium, Wembley                  | Írország         | 2–1               | Barátságos mérkőzés                         | 1           |
| 2  | 1985.06.16. | Memorial Coliseum, Los Angeles           | Egyesült Államok | 5–0               | Barátságos mérkőzés                         | 2           |
| 3  | 1985.10.16. | Empire Stadium, Wembley                  | Törökország      | 5–0               | 1986-os világbajnoki selejtező              | 3           |
| 4  | 1986.06.11. | Estadio Tecnológico, Monterrey           | Lengyelország    | 3–0               | 1986-os világbajnokság                      | 3           |
| 5  | 1986.06.18. | Estadio Azteca, Mexikóváros              | Paraguay         | 3–0               | 1986-os világbajnokság                      | 2           |
| 6  | 1986.06.22. | Estadio Azteca, Mexikóváros              | Argentína        | 1–2               | 1986-os világbajnokság                      | 1           |
| 7  | 1986.10.15. | Empire Stadium, Wembley                  | Észak-Írország   | 3–0               | 1988-as Európa-bajnoki selejtező            | 2           |
| 8  | 1987.02.18. | Santiago Bernabéu, Madrid                | Spanyolország    | 4–2               | Barátságos mérkőzés                         | 4           |
| 9  | 1987.05.19. | Empire Stadium, Wembley                  | Brazília         | 1–1               | Barátságos mérkőzés (Rous Kupa)             | 1           |
| 10 | 1987.09.09. | Rheinstadion, Düsseldorf                 | NSZK             | 1–3               | Barátságos mérkőzés                         | 1           |
| 11 | 1987.05.10. | Empire Stadium, Wembley                  | Törökország      | 8–0               | 1988-as Európa-bajnoki selejtező            | 3           |
| 12 | 1988.05.25. | Empire Stadium, Wembley                  | Kolumbia         | 1–1               | Barátságos mérkőzés (Rous Kupa)             | 1           |
| 13 | 1988.11.22. | Empire Stadium, Wembley                  | Hollandia        | 2–2               | Barátságos mérkőzés                         | 1           |
| 14 | 1988.05.28. | Stade Olympique de la Pontaise, Lausanne | Svájc            | 1–0               | Barátságos mérkőzés                         | 1           |
| 15 | 1989.04.26. | Empire Stadium, Wembley                  | Albánia          | 5–0               | 1990-es világbajnoki selejtező              | 1           |
| 16 | 1989.06.03. | Empire Stadium, Wembley                  | Lengyelország    | 3–0               | 1990-es világbajnoki selejtező              | 1           |
| 17 | 1989.06.07. | Valby Idrætspark, Koppenhága             | Dánia            | 1–1               | Barátságos mérkőzés                         | 1           |
| 18 | 1990.03.26. | Empire Stadium, Wembley                  | Brazília         | 1–0               | Barátságos mérkőzés                         | 1           |
| 19 | 1990.05.15. | Empire Stadium, Wembley                  | Dánia            | 1–0               | Barátságos mérkőzés                         | 1           |
| 20 | 1990.06.11. | Sant’Elia stadion, Cagliari              | Írország         | 1–1               | 1990-es világbajnokság                      | 1           |
| 21 | 1990.07.01. | San Paolo stadion, Nápoly                | Kamerun          | 3–2               | 1990-es világbajnokság                      | 2           |
| 22 | 1990.07.04. | Alpok Stadion, Torino                    | NSZK             | 1–1 (3–4)büntetők | 1990-es világbajnokság                      | 1 + 1 11-es |
| 23 | 1990.04.02. | Empire Stadium, Wembley                  | Magyarország     | 1–0               | Barátságos mérkőzés                         | 1           |
| 24 | 1990.10.17. | Empire Stadium, Wembley                  | Lengyelország    | 2–0               | 1992-es Európa-bajnoki selejtező            | 1           |
| 25 | 1991.02.06. | Empire Stadium, Wembley                  | Kamerun          | 2–0               | Barátságos mérkőzés                         | 2           |
| 26 | 1991.07.26. | Empire Stadium, Wembley                  | Argentína        | 2–2               | Barátságos mérkőzés (England Challenge Cup) | 1           |
| 27 | 1991.06.03. | Mt Smart Stadion, Auckland               | Új-Zéland        | 1–0               | Barátságos mérkőzés                         | 1           |
| 28 | 1991.06.12. | Merdeka stadion, Kuala Lumpur            | Malajzia         | 4–2               | Barátságos mérkőzés                         | 4           |
| 39 | 1991.11.13. | Miejski stadion, Poznań                  | Lengyelország    | 1–1               | 1992-es Európa-bajnoki selejtező            | 1           |
| 30 | 1992.02.19. | Empire Stadium, Wembley                  | Franciaország    | 2–0               | Barátságos mérkőzés                         | 1           |
| 31 | 1992.04.29. | Luzsnyiki Stadion, Moszkva               | FÁK              | 2–2               | Barátságos mérkőzés                         | 1           |

## Magánélete
Jelenleg a BBC és az Al-Jazira sportcsatornájának szakértője, szakkommentátora. 2009-ben vette el Danielle Buxot, a Szex és New York egyik sztárját. Első feleségével, Michelle Cockayne-nel 1986-ban házasodtak össze és húsz évig voltak együtt. Tőle négy gyermeke született: George, Harry, Tobias és Angus. George túlélte gyermekkorában a leukémiát, a többi közt ezért támogat édesapja különböző jótékonysági szervezeteket.